# چارلی هال
چارلی هال (انگلیسی: Charlie Hall؛ ‏ ۱۹ اوت ۱۸۹۹ – ۷ دسامبر ۱۹۵۹) بازیگر اهل بریتانیا بود. وی که به «نِـمِـسیس کوچک» مشهور بود، در ۵۰ فیلم لورل و هاردی شرکت داشت و پُر حضورترین بازیگرِ نقش مکمل، در فیلم‌های آن زوج هنری است.

## فیلم‌شناسی
- ساده‌لوح در آکسفورد (۱۹۴۰)
- نخاله‌ها در دریا (۱۹۴۰)
- این به آن در (۱۹۳۵)
- غلیظ‌تر از آب (۱۹۳۵)
- کوهستان (۱۹۳۴)
- فضول‌باشی (۱۹۳۳)
- دوتا دوتا (۱۹۳۳)
- گشت نیمه‌شب (۱۹۳۳)
- من و رفیقم (۱۹۳۳)
- شکوه صبح (۱۹۳۳)
- زحمت را کم کن (۱۹۳۲)
- بندرگاه قدیمی! (۱۹۳۲)
- جعبه موسیقی (۱۹۳۲)
- همه‌چیز را اعتراف کن (۱۹۳۱)
- ما را ببخشید (۱۹۳۱)
- بیوهانکز (۱۹۳۱)
- لفینگ گریوی (۱۹۳۱)
- کله‌پا (۱۹۳۰)
- زیر صفر (۱۹۳۰)
- جای خواب (۱۹۲۹)
- عشق بز (۱۹۲۹)
- مردان نبرد (۱۹۲۹)
- اونها منفجر کردند (۱۹۲۹)
- زندان (۱۹۲۹)
- کسب‌وکار حسابی (۱۹۲۹)
- مأموران دریافت قسط (۱۹۲۹)
- دو ملوان (۱۹۲۸)
- ولشون کن بخندن (۱۹۲۸)
- دقیقاً درست می‌گی (۱۹۲۸)
- آیا مردان متأهل باید به خانه بروند؟ (۱۹۲۸)
- خوش‌اخلاق باش بانو (۱۹۲۸)
- جهانگردی (۱۹۲۷)
- عاقله‌مردهای دست‌ودلباز (۱۹۲۷)
- عاشقی کن و اشک بریز (۱۹۲۷)
- با عشق و نارضایتی (۱۹۲۷)
- دل‌های لرزان (۱۹۲۷)
- کک‌های جنجال‌آفرین (۱۹۲۶)
- مادام میستری (۱۹۲۶)
- برومو و ژولیت (۱۹۲۶)
- زندگی ناگوار نیست؟ (۱۹۲۵)
- زب در مقابل پاپریکا (۱۹۲۴)
- هزینهٔ پست (۱۹۲۴)
- نزدیک دوبلین (۱۹۲۴)
- اسمیتی (۱۹۲۴)
- شادی مادر (۱۹۲۳)